# Караваев, Арсений Васильевич
Арсе́нтий Васи́льевич Карава́ев (15 [28] августа 1903, пос. Кипка, Глазовский уезд, Вятская губерния, Российская империя — 2 апреля 1970) — советский партийный и государственный деятель, председатель Президиума Верховного Совета Удмуртской АССР (1952—1959).

## Биография
Образование среднее. До 1919 года работал в хозяйстве отца. В 1921 году и в 1923—1925 годах был учеником Вотской областной советско-партийной школы. В 1925—1926 годах служил в Красной армии. В 1927—1929 годах учился в Казанском коммунистическом университете.
- 1919—1921 гг. — председатель Кыпкинского сельского Совета Вотской автономной области,
- 1921—1923 гг. — секретарь Юкаменского волостного комитета РКСМ,
- 1925 г.- инструктор Глазовского уездного комитета ВЛКСМ,
- 1925—1926 гг. — служил в Красной Армии,
- 1926—1927 гг. — пропагандист Можгинского уездного комитета ВКП(б),
- 1929—1931 гг. — заведующий Вотской областной советско-партийной школой, г. Ижевск,
- 1931—1932 гг. — заместитель заведующего культурно-пропагандистским отделом Удмуртского областного комитета ВКП (б),
- 1932—1933 гг. — секретарь Вавожского районного комитета ВКП (б),
- 1933—1938 гг. — секретарь Можгинского районного комитета ВКП(б),
- 1938—1939 гг. — секретарь Сарапульского районного комитета ВКП(б),
- 1939 г. — секретарь Сарапульского городского комитета ВКП(б),
- 1939—1940 гг. — заведующий организационно-инструкторским отделом Удмуртского областного комитета ВКП (б),
- 1940—1952 гг. — второй секретарь Удмуртского областного комитета ВКП(б),
- 1941—1952 гг. — председатель Верховного Совета Удмуртской АССР,
- 1952—1959 гг. — председатель Президиума Верховного Совета Удмуртской АССР.

Депутат Верховного Совета СССР 2-го и 4-го созывов.

## Награды и звания
Награжден двумя орденами Ленина, двумя орденами Трудового Красного Знамени, орденами Отечественной Войны I-й степени и «Знак Почёта».